# Смирнови (Спас-Талицьке сільське поселення)
Смирно́ви (рос. Смирновы) — присілок у складі Орічівського району Кіровської області, Росія. Входить до складу Спас-Талицького сільського поселення.
Населення становить 71 особа (2010, 98 у 2002).
Національний склад станом на 2002 рік — росіяни 97 %.